# Eriopyga melanosigma
Eriopyga melanosigma är en fjärilsart som beskrevs av George Francis Hampson 1909. Eriopyga melanosigma ingår i släktet Eriopyga och familjen nattflyn. Inga underarter finns listade i Catalogue of Life.